# Borlänge HK
Borlänge Handbollklubb (Borlänge HK) är en handbollsklubb från Borlänge i Dalarnas län, bildad 1947 då Domnarvet Handboll och Borlänge Handboll slogs ihop.
Damlaget erövrade svenska mästerskapet 1970, 1973 och 1978. och spelade 15 säsonger i Sveriges högsta division mellan 1971/1972 och 1995/1996.
Herrlaget har spelat en säsong i Sveriges högsta division, säsongen 1984/1985.
Seniorlagen spelar sina matcher i Maserhallen som är Borlänges största inomhushall med publikkapacitet för 1170 sittande och 580 stycken stående.
Damlaget spelar säsongen 2023/2024 i division Dam 1 norra och herrarna spelar säsongen 2023/2024 i division Herr 1 norra.

## Spelare i urval

### Damer
- Berit Berglund (Carlsson) Spelade 1964 till 1983 för Borlänge HK
- Mikaela Johansson (Gick 2008 till Avesta Brovallen HF)

### Herrar
- Erik Axelsson (gick 2004 till LIF Lindesberg)
- Magnus Jernemyr  (gick 1994 till Redbergslids IK)
- Michael Mattsson (gick 2004 till HK Drott)
- Nacor Medina Perez  (gick 2004 till Redbergslids IK)